# Adolf Karol Sandoz
Pour les articles homonymes, voir Sandoz (homonymie).
Adolf Karol Sandoz, né le 7 février 1845 à Trebusewka dans la région de Podolie (Empire russe) et mort le 3 mars 1935 à Neuilly-sur-Seine est un peintre et illustrateur polonais.
Artiste rattaché au courant de l'orientalisme, il collabore à la revue L'Illustration.

## Biographie
Adolf Karol Sandoz est le fils de Frédéric Sandoz-Otheneret et de Joséphine Suchowieka. Il quitte la Podolie et s'installe à Paris à partir de 1866. Aux Beaux-Arts de Paris, il est élève de Pierre Puvis de Chavannes et de Jules-Élie Delaunay. D’abord illustrateur de livres pour les librairies Hachette et Delagrave, il entre en collaboration avec L’Illustration en 1889, en produisant des dessins de mode. Il effectue plusieurs voyages en Algérie et expose au Salon des artistes français à partir de 1880.

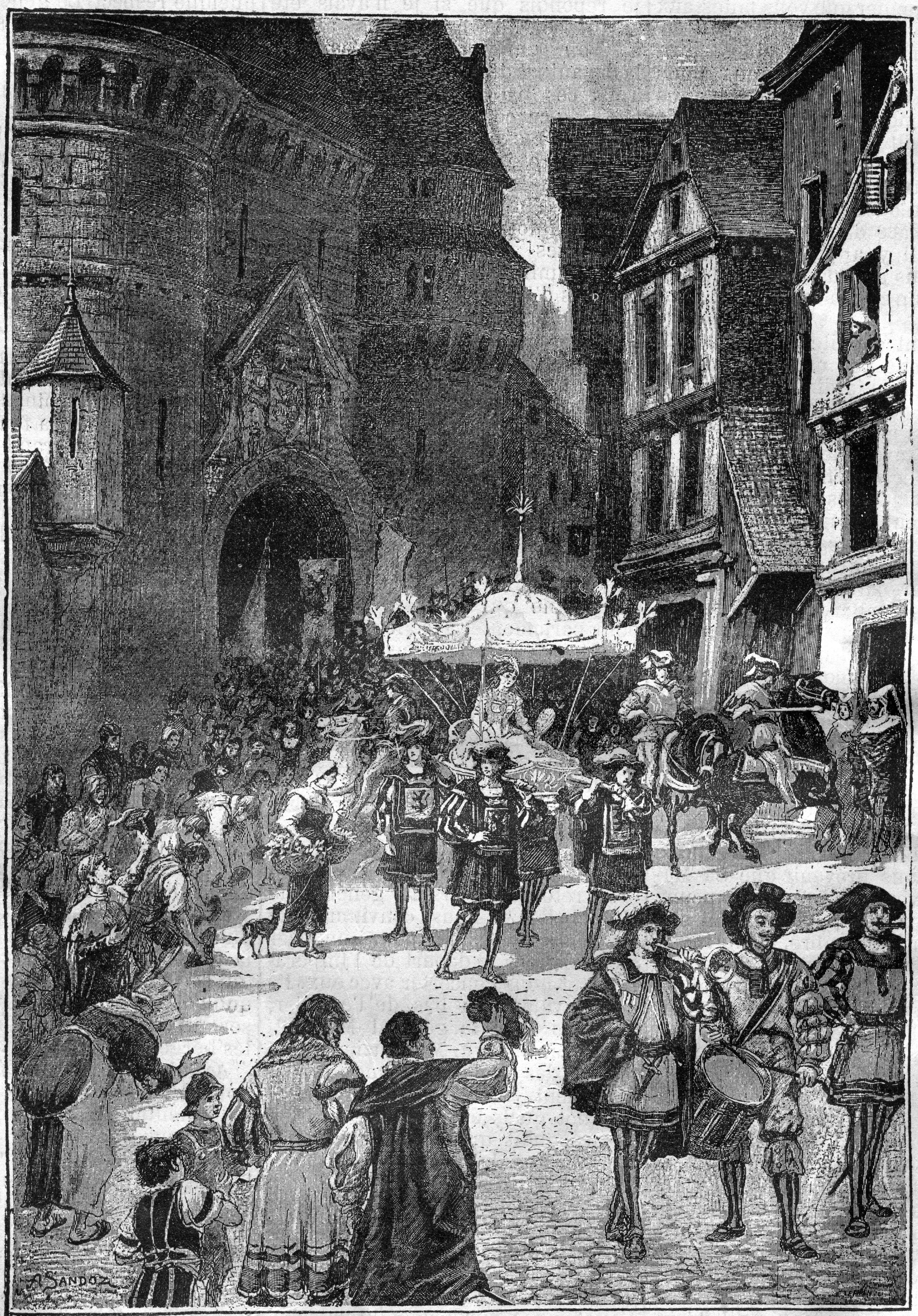
Le cortège de la princesse Désirée, illustration par Sandoz pour Stella Blandy, Mont Salvage, 1884

L'un de ses graveurs interprètes est Ferdinand Delannoy (avant 1887).
Il épouse Marie Louise Jacot-Guillarmod. Divorcé, il épouse en seconde noces Henriette Valentine Coquinot.
Il meurt à son domicile de Neuilly-sur-Seine à l'âge de 90 ans
.